# Ślesin
Ślesin – miasto w Polsce położone w województwie wielkopolskim, w powiecie konińskim, siedziba gminy miejsko-wiejskiej Ślesin.
Do 1954 roku siedziba gminy Sławoszewek. Miasto biskupstwa poznańskiego, pod koniec XVI wieku leżało w powiecie konińskim województwa kaliskiego. W latach 1975–1998 miasto administracyjnie należało do województwa konińskiego.
Według danych z 31 grudnia 2009 miasto liczyło 3182 mieszkańców.
Położone jest nad Jeziorem Ślesińskim oraz Jeziorem Mikorzyńskim. Przez miasto prowadzą drogi do Konina i Bydgoszczy (DK25) oraz Słupcy i Sompolna (DW263).

## Etymologia nazwy
Według legendy nazwa miasta pochodzi od imienia rodu Szleszy, który zasiedlił we wczesnym średniowieczu okoliczne pola nad jeziorem. Przez wieki ulegała ona przekształceniom – Sleszyn, Slessyno, Szlyeszyno, Sliesin, by od 1889 roku ustalona została oficjalna, obowiązująca dzisiaj wersja nazwy.
Niemiecką nazwę Schlüsselsee można rozumieć jako „miasto położone nad kluczowym (znaczącym) jeziorem”.

## Historia

### Początki miasta
Pierwsza wzmianka o miejscowości pojawiła się w 1231 roku w dokumencie księcia Konrada I Mazowieckiego, który wtedy przekazał wieś biskupom poznańskim w zamian za zaciągnięte długi. W ich posiadaniu była do końca XVIII wieku. Pierwszym właścicielem był biskup Dulicz, którego herb po dziś dzień jest godłem miasta. 20 stycznia 1358 roku miejscowość Szleszyno otrzymała średzkie prawa miejskie, nadane przez króla Kazimierza Wielkiego. Biskup poznański Jan Teczyński uhonorował wtedy miasto herbem Dulicz. Jednym z przywilejów było prawo organizowania targów przez 7 lat. Pozwoliło to na gospodarczy rozwój miasteczka, gdzie mieszkańcy prowadzili handel owcami, wołami i trzodą chlewną z niemieckimi kupcami. Osiem razy w roku odbywały się tu jarmarki połączone ze spędem bydła. Już wtedy zaznaczyło się korzystne położenie miasta na szlaku handlowym łączącym Wielkopolskę z Mazowszem, a później głównie Poznań z Warszawą. Miasteczko nigdy jednak nie rozrosło się ani liczebnie, ani gospodarczo. O jego małym znaczeniu świadczy fakt, że w 1458 roku w czasie wojny trzynastoletniej prowadzonej z Zakonem Krzyżackim osada była zobowiązana wystawić tylko dwóch pieszych.
Z okresu lokacji Ślesina pochodzi jego układ urbanistyczny o małomiasteczkowej zabudowie z murowanymi parterowymi domami.
W XVI wieku Ślesin znajdował się na terenie województwa kaliskiego w ramach prowincji wielkopolskiej, powiatu konińskiego (w innych granicach niż obecnie). Od 1579 roku używana jest obecna nazwa miasta. W tym roku w rejestrze podatkowym umieszczono adnotację o jego przynależności do biskupów poznańskich. We wpisie z 1618 roku określono Ślesin jako wieś, w której pracuje 4 rzemieślników i 2 rybaków. Pozostali mieszkańcy zajmowali się rolnictwem. W 1604 roku na miejscu zniszczonej świątyni postawiono murowany kościół w stylu gotyckim. W 1900 roku na ocalałych fundamentach wzniesiono tam prezbiterium i 2 kaplice, które istnieją do dziś.
W 1655 roku w trakcie najazdu Szwedzi spalili zabytkowy drewniany kościół, który wprawdzie odbudowano, ale który został potem ponownie zniszczony w pożarze. Z kolejnym żywiołem miasto musiało się zmierzyć w 1725 roku, kiedy to przez Polskę przechodziły powodzie, które dotknęły też osady położone nad jeziorami ciągnącymi się do Gopła. Nabrzeżne domostwa zostały zalane, a ludzie zmuszeni byli je opuścić i szukać wyżej położonych terenów w pobliskiej puszczy. Budowano tam szałasy czekając, aż poziom wód opadnie, po czym zaczęto odbudowę osady.
We wrześniu 1768 roku wojska rosyjskie napadły pod Ślesinem na oddział konfederatów barskich dowodzonych przez Wojciecha Kiedrzyńskiego. Bitwa zakończyła się dotkliwą porażką konfederatów. W boju poległo 50 Polaków. 

### Okres zaborów
Od 1793 roku miasto, wraz z całą Wielkopolską, znalazło się pod zaborem pruskim. Ówczesne źródła podają, że miasto zamieszkiwało 175 mieszkańców, z czego większość trudniła się rolnictwem, a na jego terenie znajdowało się 45 drewnianych domów. Właściciel miasta posiadał 2 wiatraki. W 1800 roku miasto liczyło już 489 mieszkańców, co świadczy o rozwoju gospodarczym.

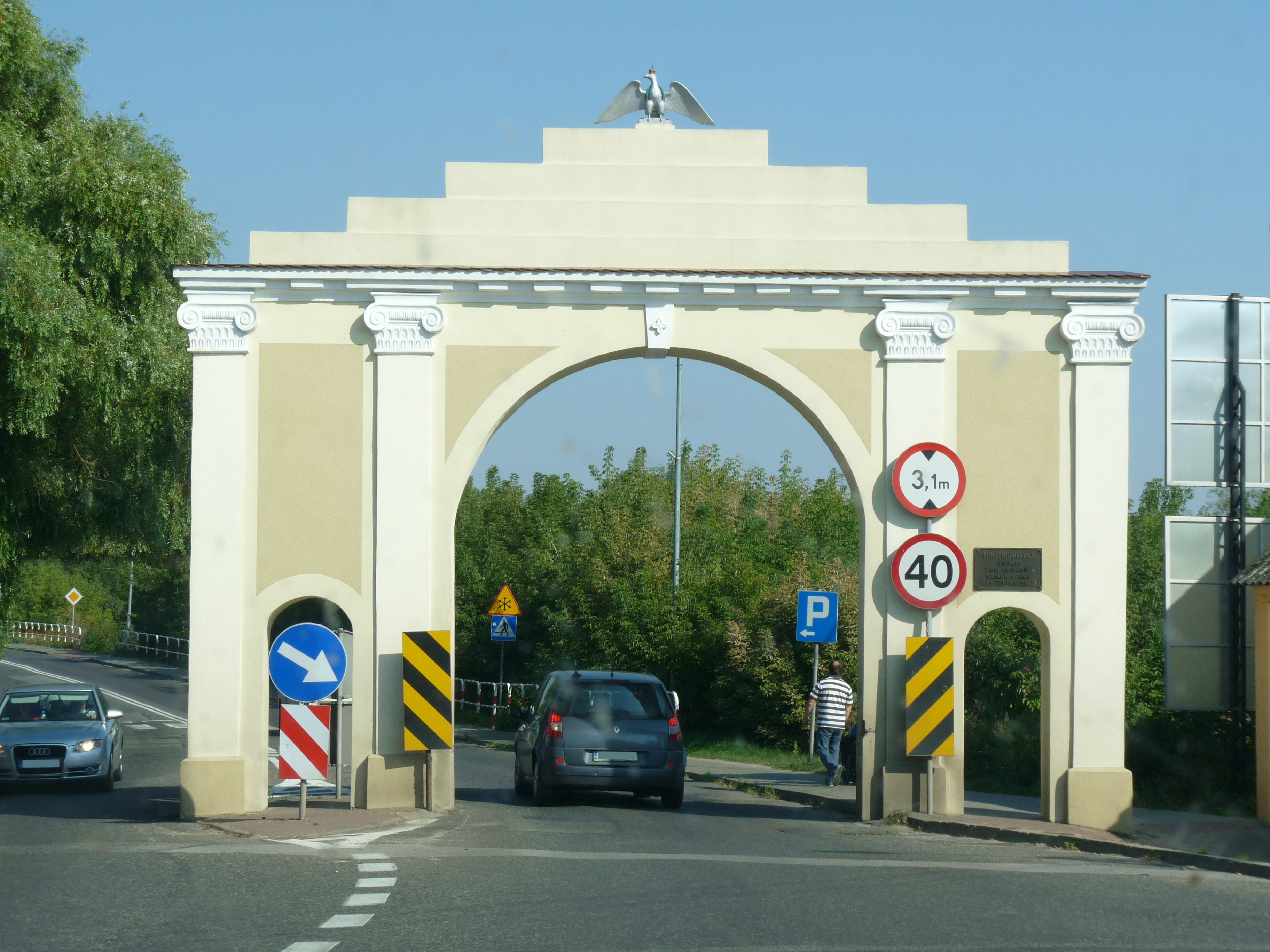
Łuk Napoleona w Ślesinie

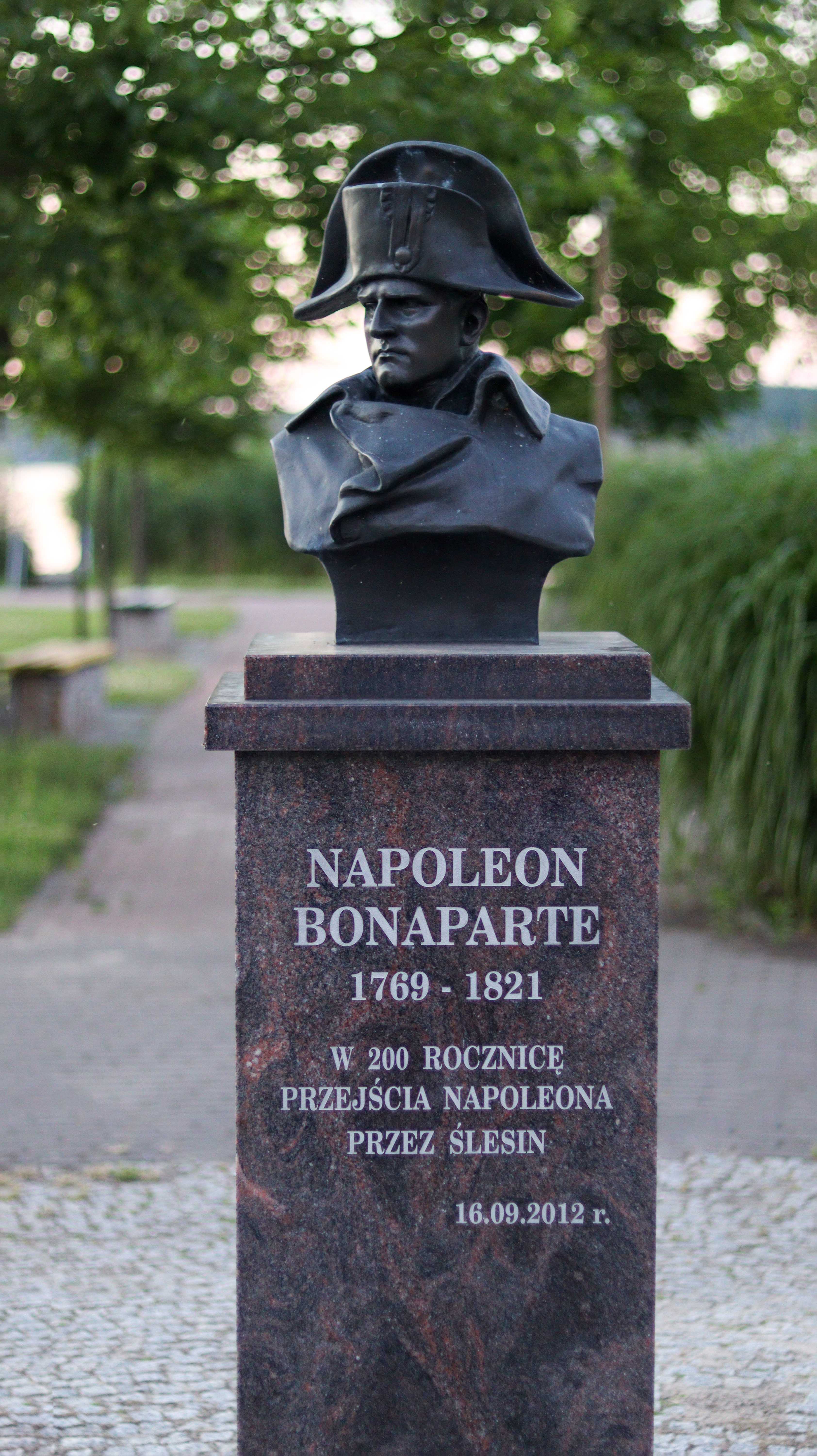
Pomnik Napoleona Bonaparte w Ślesinie w 200 rocznicę przejścia Napoleona przez Ślesin

W 1807 roku miasto znalazło się w Księstwie Warszawskim. W roku 1812 w Ślesinie zbudowano Łuk Triumfalny na cześć Cesarza Francuzów Napoleona Bonaparte, który przechodził przez Ślesin 4 lata wcześniej. Okazały obiekt miał go witać ponownie w 1812 roku, po (jak zakładano) zwycięskiej kampanii rosyjskiej. Budowla jest zwana powszechnie „Bramą Napoleona”. Obecnie jest to najcenniejszy zabytek miasta.
W 1815 roku miasto znalazło się w Królestwie Polskim pod zaborem rosyjskim. Dziesięć lat później mieszkało już w nim 881 osób w 107 domach. W czasie powstania styczniowego w 1863 roku walki z zaborcą rosyjskim toczyły się w pobliskim Ignacewie. Pamięć o bitwie i jej bohaterach obecna była w miejscowej społeczności, o czym świadczy pomnik z polnego kamienia z napisem Poległym na chwałę – żywym na otuchę, postawiony w 1917 roku na mogile powstańców. W 1870 roku za czynne uczestnictwo obywateli w powstaniu Ślesin utracił prawa miejskie. 31 maja 1879 roku miejscowość znalazła się w gminie Sławoszewek należącej do powiatu konińskiego.
Specjalizacją tego obszaru była wtedy hodowla gęsi na pierze, które jak mówi legenda – „podkuwano” przeganiając stado przez smołę i rozsypane pierze. W ten sposób ptaki uzyskiwały ochronną warstwę na łapach i mogły wędrować wiele kilometrów. W okolicach wytworzyła się tzw. kmina ochweśnicka, żargon zapożyczony od skulskich malarzy obrazów kultu maryjnego – Ochweśników (od żargonowego „ochweśnik” – obraźnik, malarz obrazów religijnych, z czasem sprzedawca). Tego żargonu używano także w Krotoszynie. W Ślesinie używano go między innymi wśród wędrownych handlarzy.
Przy rynku znajduje się Bank Spółdzielczy, który zaczął działać w 1912 roku pod nazwą Kasa Stefczyka. W tym samym roku powstała jednostka Ochotniczej Straży Pożarnej. W 1913 roku w Ślesinie czynna była cegielnia, młyn parowy, 2 olejarnie i 6 wiatraków. 

### Dwudziestolecie międzywojenne
Po odzyskaniu przez Polskę niepodległości powstał spontanicznie Obywatelski Komitet Straży Bezpieczeństwa. Rozpoczął się okres znacznego rozwoju miasta. Duże zasługi dla miasta wniósł od 1906 roku ks. Jan Lagier, który jako patriota i społecznik nawoływał w czasie mszy do pomocy w brukowaniu ulic. Mieszkańcy odpowiadali czynem, a dzieci przynosiły na lekcje po jednym kamieniu. Gliniane domy zastępowano murowanymi, a piaszczyste dotąd drogi brukowano polnym kamieniem. W 1921 roku Ślesin odzyskał prawa miejskie i liczył 2078 osób oraz 209 domów. Ślesinianie w podzięce za wolną ojczyznę wybudowali w 1922 roku Pomnik św. Rodziny, który w czasie II wojny światowej został zburzony, a w 1991 roku odbudowany. Do II wojny światowej na terenie miasteczka mieszkali też osadnicy niemieccy i Żydzi.
Przed wybuchem wojny miasto znajdowało się na terenie województwa poznańskiego, na obszarze ówczesnego powiatu konińskiego.

### Okres II wojny światowej
We wrześniu 1939 roku na terenie gminy (nad brzegiem jezior Mikorzyńskiego i Ślesińskiego oraz kanału Warta-Gopło) kompania z 17 DP, junaków i 37 robotników zbudowała 7 schronów. Wykorzystano je dla osłony wycofującej się w kierunku na Warszawę Armii Poznań, przez batalion ON „Opalenica”.
Zajęcie przez wojska niemieckie terenów Konina i okolic nastąpiło około 13 września 1939 roku. Władze niemieckie, przy pomocy miejscowych Niemców, zorganizowały swoje pierwsze urzędy, początkowo wzywając wszystkich pozostałych na miejscu polskich urzędników do natychmiastowego powrotu do pracy. Kierownikami w nich zostawali Niemcy, którzy przybyli z terenu III Rzeszy lub dawni obywatele polscy, narodowości niemieckiej, którzy zamieszkiwali te tereny przed wojną. Okupacja niemiecka doprowadziła do zniszczeń pomników, kościołów i ich wyposażenia. Wtedy też założono park miejski.
Już na początku niemieckiej okupacji w Różopolu w odwecie za śmierć 4 Niemców po łapance wykonano egzekucję na 18 osobach. Zwłoki do dzisiaj znajdują się we wspólnej mogile na cmentarzu w Ślesinie. Od 1969 roku stoi tam pomnik upamiętniający poległych. Na ścianie domu przy pl. Wolności 13 w Ślesinie (mieścił się tu posterunek żandarmerii niemieckiej i areszt) wmurowano tablicę ku czci osób pomordowanych jesienią 1939 roku oraz w latach 1942-1943. Rodzima ludność pochodzenia polskiego musiała opuszczać swoje domy i pracować w obozach pracy. 
Podczas II wojny światowej w mieście znajdował się obóz pracy przymusowej dla Żydów.
Podczas okupacji niemieckiej Ślesin znalazł się na terenach włączonych do III Rzeszy, w tzw. okręgu Rzeszy – Kraj Warty (Warthegau), w rejencji inowrocławskiej, pod nazwą Sleszyn. 20 stycznia 1945 roku do Ślesina wkroczyły oddziały Armii Czerwonej.

### Czasy PRL
13 października 1948 roku w mieście wybuchł pożar, który strawił 10 domów. Po 1953 roku miasteczko zaczęło przeżywać coraz szybszy wzrost gospodarczy i kulturalny. Wtedy to zradiofonizowano je, powstało też kino, biblioteka i nastąpiła stopniowa elektryfikacja.
Od 1 stycznia 1973 roku w wyniku reorganizacji rad narodowych rozpoczął działalność Urząd Miasta i Gminy Ślesin, po zniesieniu istniejących od 1952 roku 16 gromad tworzących gminę: Biskupie, Cegielnia, Dąbrowa, Goranin, Makarowo Sławenckie, Marianowo, Mikorzyn, Ostrowąż, Roztoka, Różnowa, Sławęcin, Sławoszewek, Sławoszewo, Szyszyn, Szyszyńskie Holendry i Żółwieniec. Znaczenie Ślesina wzrosło i zwiększył się obszar administrowany przez miasto – o dawną gminę Ślesin, Piotrkowice i miasto Ślesin, poza tym część gminy Gosławice i sołectwa Licheń Stary, Kępa, Bylew i Honoratka.

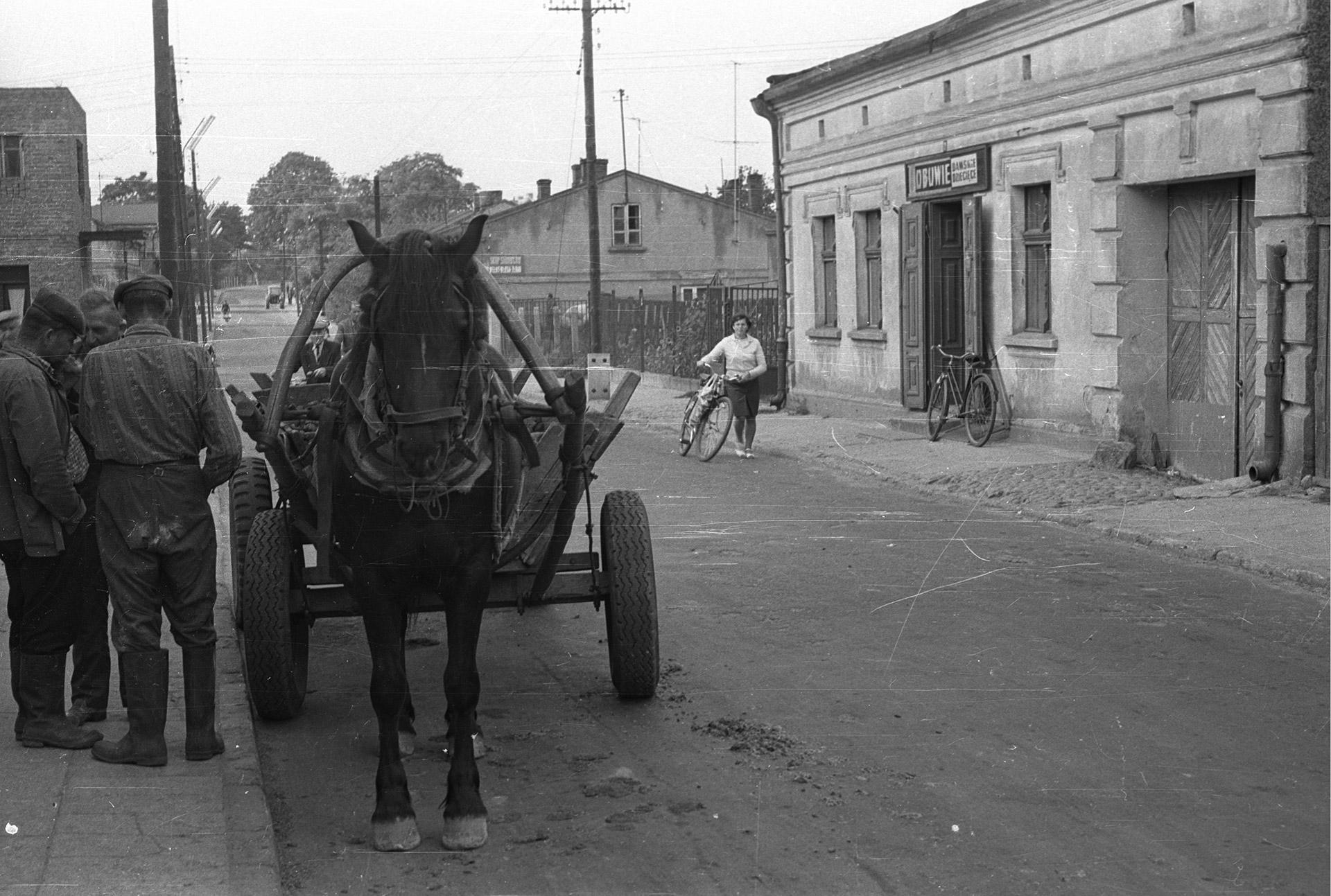
Ślesin w latach 70. XX w.

W lesie nad Jeziorem Ślesińskim usytuowano duży ośrodek sportowo-rekreacyjny Zjednoczenia Przemysłu Sprzętu Sportowego „Polsport” (hotel z restauracją i sezonową kawiarnią oraz plaża z kąpieliskiem i wypożyczalnią sprzętu). Funkcjonowały tu również ośrodki wypoczynkowe fabryki „Haft” w Kaliszu, Zespołu Elektrowni „PAK” oraz Kopalni Węgla Brunatnego „Konin”. Dużą atrakcją były rejsy stateczku wycieczkowego „Pawełek” na Jezioro Gopło.
Do 1975 roku Ślesin należał administracyjnie do powiatu konińskiego w województwie poznańskim. W latach 80. XX wieku powstały osiedla domków jednorodzinnych – na południu Osiedle Powstańców Wielkopolskich, a na północy Osiedle Północ. Istniejącą dotąd część miasta nazwano Starym Miastem. Przez miasto kilkadziesiąt lat kursowała Sompolińska Kolej Dojazdowa w kierunku Koła lub Jabłonki i dalej Gniezna.
W miejscowości działało państwowe gospodarstwo rolne Ślesin. W okresie PRL-u w mieście powstała baza maszynowa Spółdzielni Kółek Rolniczych. 

### Czasy najnowsze
Po roku 1989 możliwe stało się utworzenie samorządów i modernizacja miasta. W ostatnich latach wybudowano nowy budynek gimnazjum, Miejsko-Gminny Ośrodek Kultury, w 2009 roku kompleks boisk sportowych typu „Orlik 2012”, a w 2010 roku przystań żeglarską Marina. Zabudowa Ślesina ciągnie się w kierunku północnym do miejscowości Szyszyn i Żółwieniec, a na południu przez Wąsosze i Mikorzyn łączy się z układem miejskim pobliskiego Konina.
W listopadzie 2010 roku ukończono renowację rynku. W 2012 roku oddano do użytku bulwar ciągnący się wzdłuż jeziora, od parku do Mikorzyna. Przy bulwarze znajdują się: plac zabaw, siłownia i skatepark. Planuje się budowę aquaparku na bazie wód geotermalnych. Powołano do tego celu spółkę Termy Ślesińskie.
We wrześniu 2012 roku Brama Napoleona została przemalowana, a w parku postawiono Pomnik Napoleona.
Ślesin jest siedzibą kilku przedsiębiorstw zajmujących się wyrobami z pierza (kołdry, poduszki) oraz producenta materaców lateksowych Hevea.

## Atrakcje turystyczne

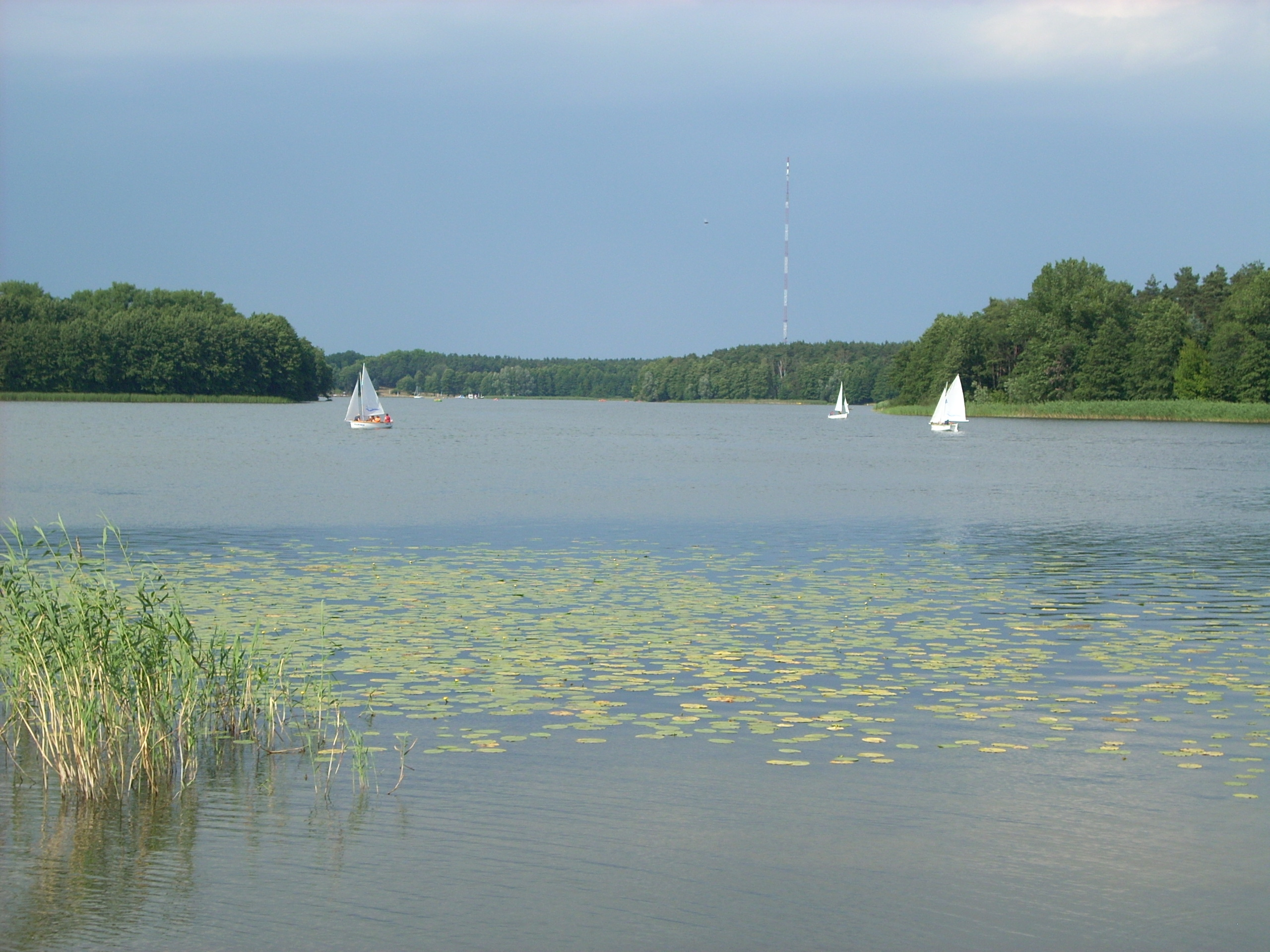
Jezioro Ślesińskie

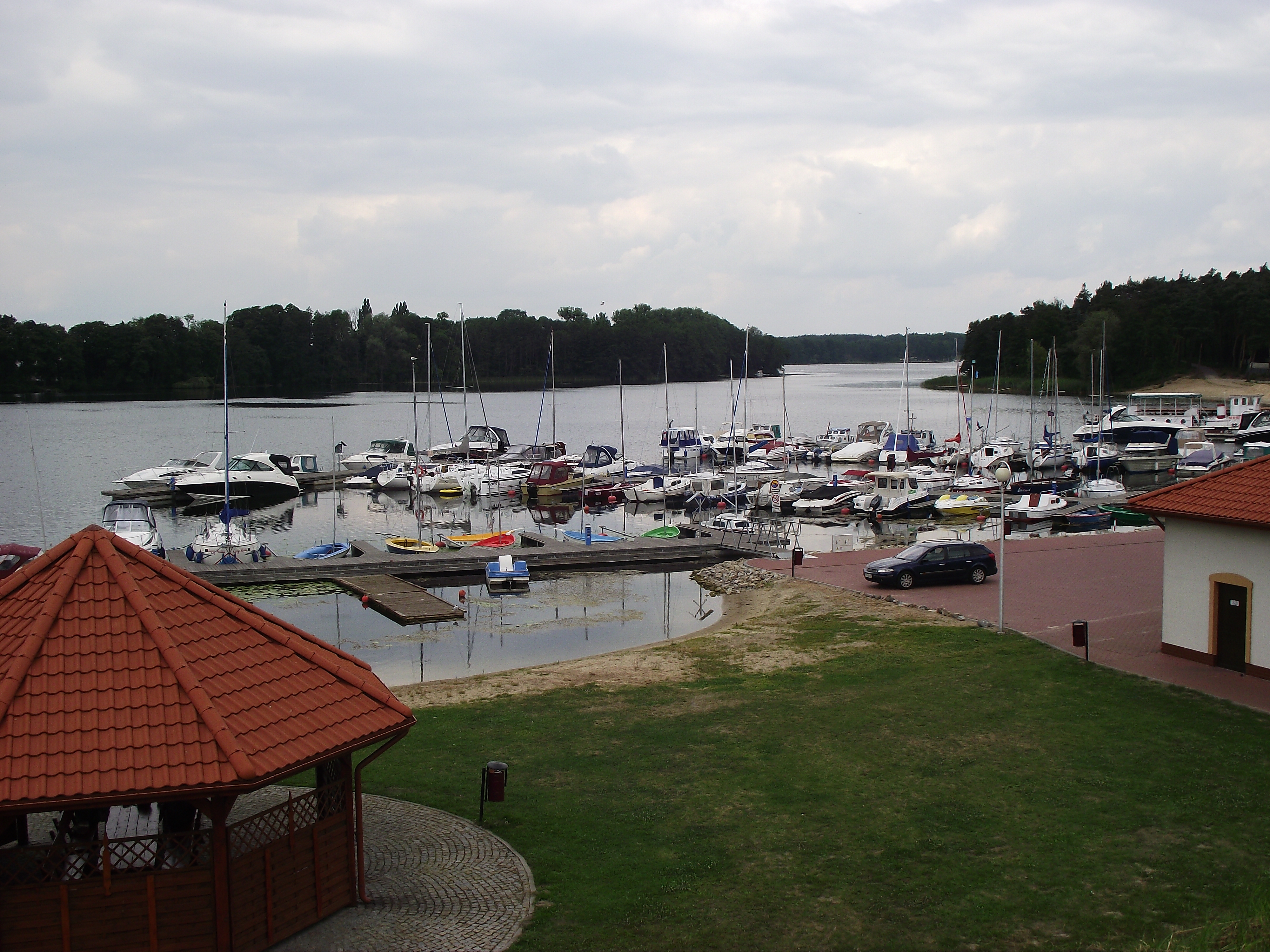
Marina na jeziorze Ślesińskim

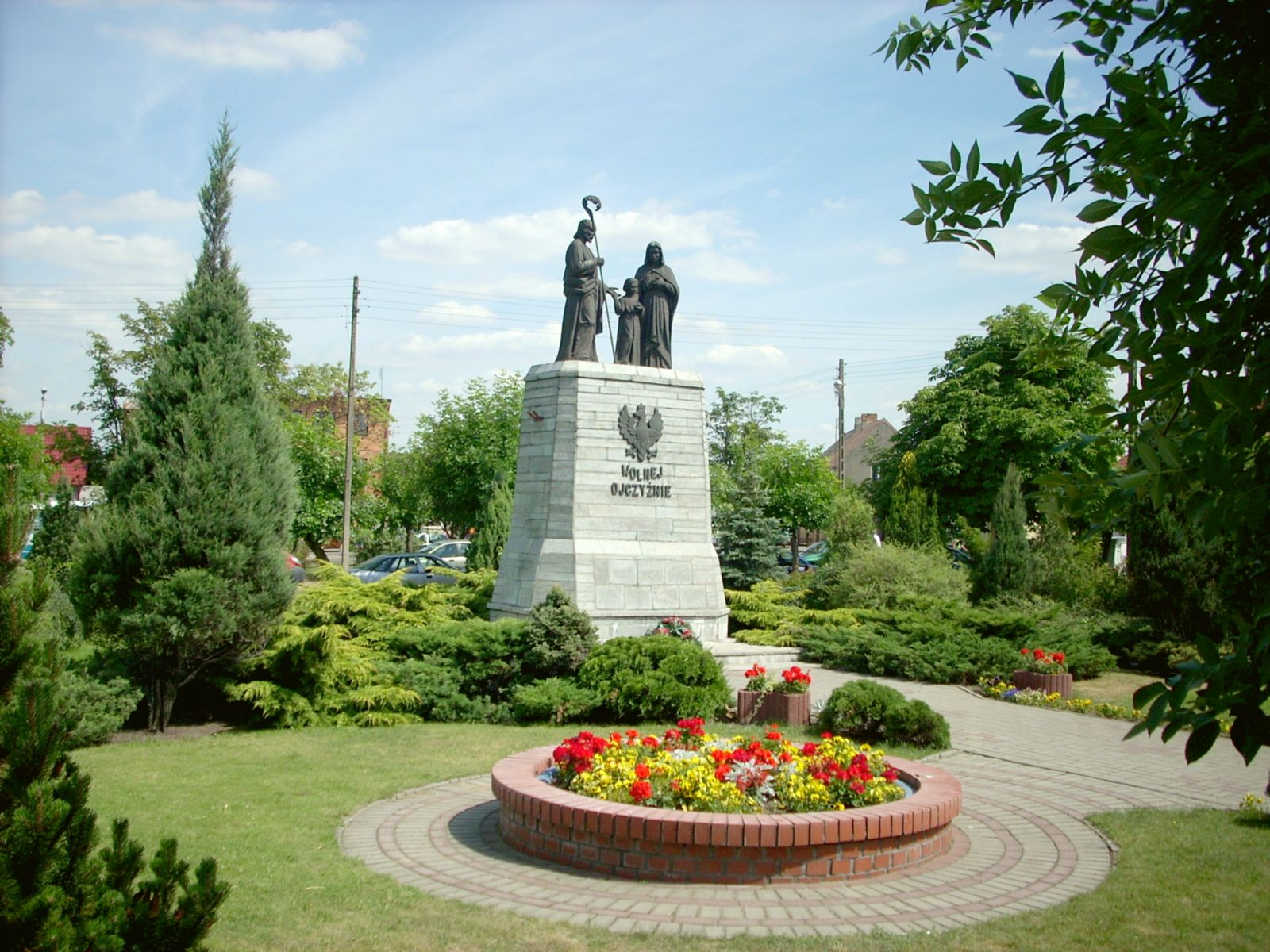
Pomnik Świętej Rodziny

- neogotycki kościół parafialny pw. św. Mikołaja z II połowy XIX wieku
- klasycystyczny łuk triumfalny na cześć Napoleona z 1812 r. na przesmyku między jeziorami
- pomnik ku czci Polaków rozstrzelanych przez Niemców w 1939
- czyste i ciepłe[potrzebny przypis] (podgrzewane przez elektrownię w Pątnowie) Jezioro Ślesińskie
- Jezioro Mikorzyńskie
- Kanał Ślesiński
- park w Ślesinie
- park linowy
- Pomnik św. Rodziny
- Pomnik Napoleona
- Termy Ślesińskie (ośrodek wypoczynkowy, na którego terenie planowane jest w przyszłości wykorzystanie wód geotermalnych)
- skatepark
- tężnie[13]

## Demografia

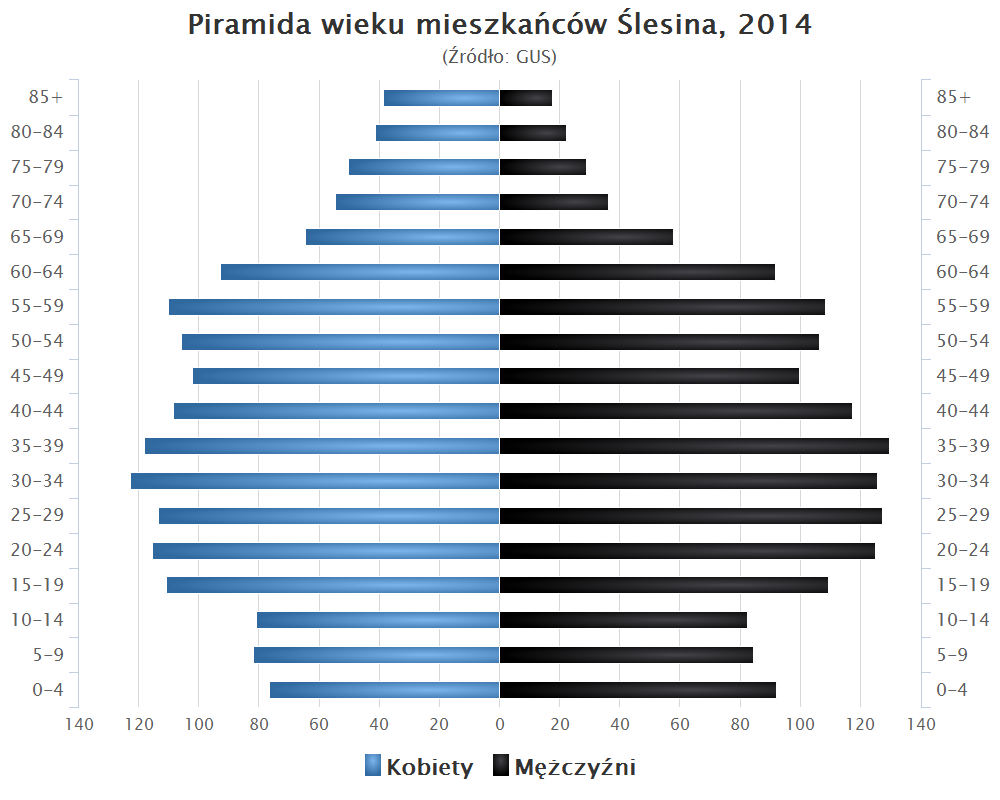
Piramida wieku mieszkańców Ślesina w 2014 roku

## Religia

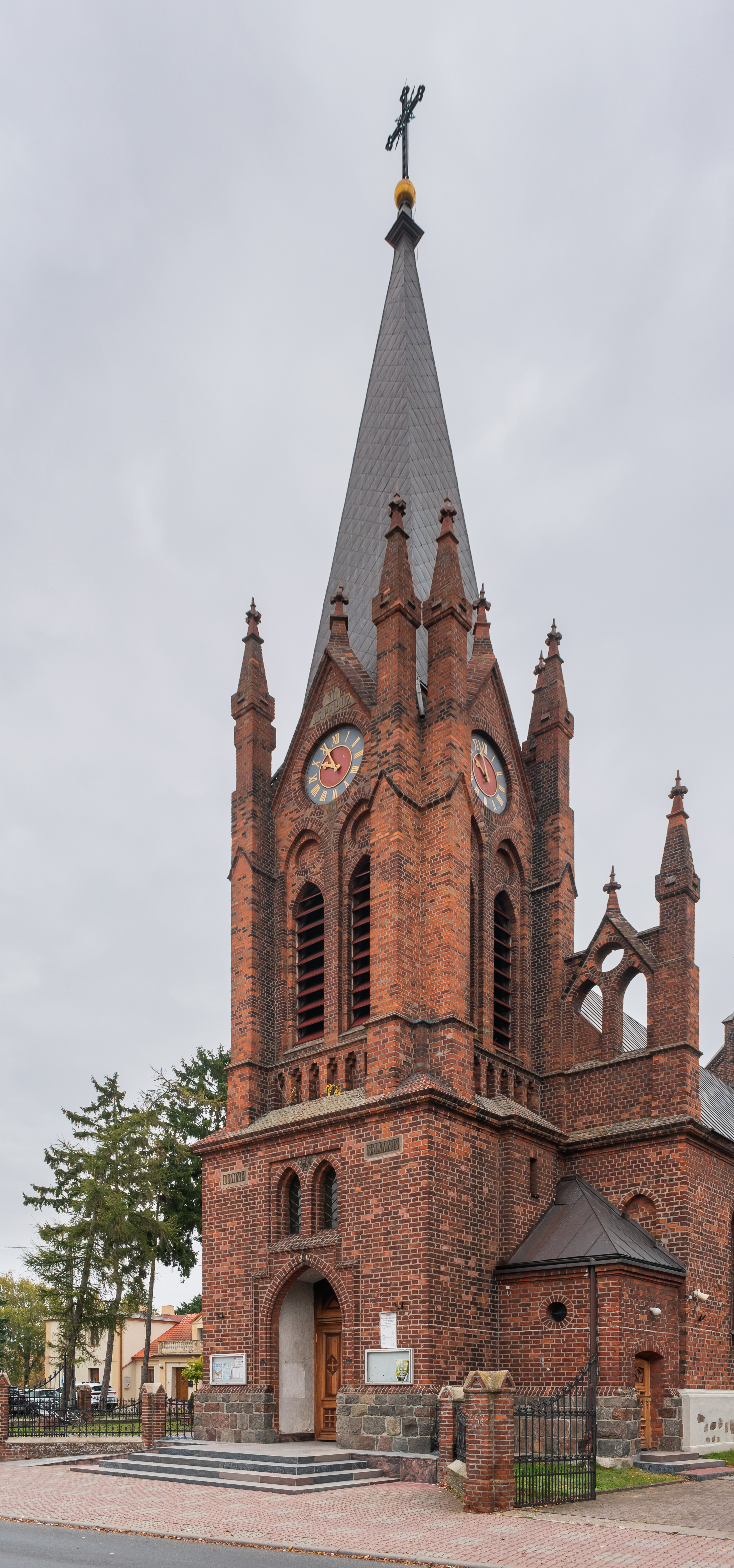
Kościół św. Mikołaja Biskupa i Dobrego Pasterza w Ślesinie

- Parafia św. Mikołaja Biskupa i Dobrego Pasterza
- Sala Królestwa Świadków Jehowy[14]

## Sport
W miejscowości działa uczniowski klub sportowy „UKS Delfin” Ślesin, którego sekcja kajak polo ma na swoim koncie takie osiągnięcia jak mistrzostwo Polski (w 2004), działa również klub sportowy „LKS Ślesin”, którego sekcja piłkarska występuje w sezonie 2023/2024 w V lidze, gr. wielkopolskiej II.
| Sezon   | Liga                                 | Poz. | M. | Pkt. | Mecze | Mecze | Mecze | Bramki | Bramki | Uwagi  |
| Sezon   | Liga                                 | Poz. | M. | Pkt. | zw.   | rem.  | por.  | zdob.  | str.   | Uwagi  |
| ------- | ------------------------------------ | ---- | -- | ---- | ----- | ----- | ----- | ------ | ------ | ------ |
| 2002/03 | okręgówka                            | 2.   | 30 | 62   | 19    | 2     | 6     | 68     | 29     |        |
| 2003/04 | okręgówka                            | 10.  | 30 | 36   | 9     | 9     | 12    | 32     | 49     |        |
| 2004/05 | okręgówka                            | 16.  | 30 | 19   | 4     | 7     | 19    | 24     | 72     | spadek |
| 2005/06 | klasa A                              | 2.   | 26 | 51   | 16    | 3     | 7     | 41     | 28     | awans  |
| 2006/07 | okręgówka                            | 12.  | 30 | 34   | 10    | 4     | 16    | 46     | 50     |        |
| 2007/08 | okręgówka                            | 7.   | 30 | 52   | 15    | 7     | 8     | 62     | 36     |        |
| 2008/09 | okręgówka                            | 5.   | 30 | 56   | 17    | 5     | 8     | 68     | 35     |        |
| 2009/10 | okręgówka                            | 6.   | 30 | 43   | 12    | 7     | 11    | 43     | 42     |        |
| 2010/11 | okręgówka                            | 1.   | 30 | 80   | 26    | 2     | 2     | 91     | 21     | awans  |
| 2011/12 | IV liga, gr. wielkopolska (południe) | 11.  | 30 | 32   | 8     | 8     | 14    | 50     | 72     |        |
| 2012/13 | IV liga, gr. wielkopolska (południe) | 11.  | 30 | 34   | 9     | 7     | 14    | 38     | 52     |        |
| 2013/14 | IV liga, gr. wielkopolska (południe) | 5.   | 30 | 52   | 16    | 4     | 10    | 59     | 42     |        |
| 2014/15 | IV liga, gr. wielkopolska (południe) | 2.   | 30 | 69   | 21    | 6     | 3     | 73     | 31     |        |
| 2015/16 | IV liga, gr. wielkopolska (południe) | 4.   | 30 | 54   | 15    | 9     | 6     | 53     | 34     |        |
| 2016/17 | IV liga, gr. wielkopolska (południe) |      |    |      |       |       |       |        |        |        |